# Bambusa solomonensis
Bambusa solomonensis är en gräsart som beskrevs av Richard Eric Holttum. Bambusa solomonensis ingår i släktet Bambusa och familjen gräs. Inga underarter finns listade i Catalogue of Life.